# L'artista (album)
L'artista è il diciannovesimo e ultimo album in studio del cantautore italiano Enzo Jannacci, pubblicato postumo il 26 novembre 2013 dall'Ala Bianca.

## Descrizione
(Paolo Jannacci)
Inciso quando Enzo Jannacci era ancora in vita, L'artista è un album nato dall'idea del figlio Paolo, il quale ha proposto al padre di riarrangiare e reinterpretare alcuni brani quasi sconosciuti del suo repertorio. I due hanno pertanto selezionato una serie di 11 brani, i quali sono stati ricantati da Enzo sopra nuovi arrangiamenti che spaziano dal jazz al pop rock.
L'artista è costituito da 11 brani, ritenuti dallo stesso artista «le tracce più belle»; tra queste vi è anche l'inedito Desolato, realizzato con la partecipazione del rapper J-Ax. Il video musicale realizzato per quest'ultimo brano ha visto la partecipazioni di vecchi e nuovi amici di Jannacci, tra cui Claudio Bisio, Jovanotti, Luciano Ligabue, Caparezza, Ale e Franz, Fabri Fibra ed Emis Killa.

## Tracce
1. L'artista – 2:28
2. Desolato (feat. J-Ax) – 3:45
3. Un amore da 50 lire – 3:46
4. La sera che partì mio padre – 4:25
5. Io che amo solo te – 3:28
6. Non finirà mai – 4:07
7. Il tassì – 3:31
8. Cosa importa – 2:53
9. Maria me porten via – 4:00
10. Passaggio a livello – 3:36
11. Senza parole – 3:22

Tracce bonus nell'edizione deluxe di iTunes
1. Senza parole (Extended) – 6:21
2. Desolato (feat. J-Ax) (THG Remix) – 3:20